# 長崎県立壱岐高等学校
長崎県立壱岐高等学校（ながさきけんりつ いきこうとうがっこう, Nagasaki Prefectural Iki High School）は、長崎県壱岐市郷ノ浦町片原触にある県立高等学校。略称「壱岐高」（いきこう）。

## 概要
設置課程・学科・コース
全日制課程 普通科
- 普通コース
2年次に理Ⅰ（大学理系、医療系学部）、文Ⅰ（大学文系）、文Ⅱ（専門学校、一般就職、公務員）に分かれる。
3年次に理Ⅰ（国公立大学理系）、理Ⅱ（私立大学理系、高等看護学校）、文Ⅰ（国公立大学文系）、文Ⅱ（私立大学、短期大学文系、専門学校）、文Ⅲ（一般就職、公務員）に分かれる。
- 東アジア歴史・中国語コース （前・原の辻歴史文化コース）- 離島留学生制度
2年次より、「歴史学専攻」と「中国語専攻」の2専攻に分かれる。

校訓
「自立・明朗・友愛」 - 1981年（昭和56年）に制定。
校章
雪の結晶をモチーフにした背景に、「高」の文字を置いている。
- 新制高等学校の発足にあたり、1947年（昭和22年）7月に校章の公募が行われ、当時併設中学校3年生（第1回卒業生）の川村和敬の作品が入賞した。作品の内容は、旧制壱岐中学校の校章を踏襲し、中の文字を「高」に変えたものであった。壱岐中学校の校章は教諭 神野浅次郎（博物・図画担当）によって制作された。
- 旧制高等女学校の校章は梅の花の絵であった。

校旗
旧制壱岐中学校・壱岐高等女学校の校旗の伝統を継承し、紫紺色の生地に雪の結晶の校章を配している。
校歌
1952年（昭和27年）に制定。作詞は吉田邦治（1・2番）と山本文夫（3・4番）、作曲は山口常光による。歌詞は4番まである。歌詞に学校名は出てこないが、「壱岐島根」（「壱岐島」・「壱岐島国」の意味）で「壱岐」ということが表されている。比喩として「マイン河畔」や「ヴィナスの使徒」などが登場し、文化祭の名称である「煌雪」の「煌」（煌（きら）めけり）と「雪」（吹雪）が出てくる。
- 歌詞に出てくる単語の意味
  - 「千載」（せんさい）- 「千歳」とも書く。「千年、長い年月」という意味。通常「千載一遇」といったように、「せんざい」と読むが、歌詞の中では「せんさい」と読む。
  - 「天籟」（てんらい）- 自然に発生する音。風がものにあたって鳴る音など。
  - 「駘蕩」（たいとう）- 平穏で、のんびりしている情景（春）。
  - 「高天」（こうてん）- 「天高く馬肥ゆる秋」というように、澄み渡って晴れている空（秋）。
  - 「雌伏」（しふく）- 実力を養いながら活躍の機会をじっと待つこと。
  - 「喜応台」（きおうだい）- 壱岐高等学校が立つ「喜応寺ヶ丘」のこと。
  - 「金襴」（きんらん）- 金糸で文様を織り出した織物。
  - 「情誼」（じょうぎ）- 人と付き合う上での人情や誠意。
  - 「玲瓏」（れいろう）- 玉のように、明るく光り、透き通っている状態。
  - 「叡智」（えいち）- すぐれた知恵。

旧制壱岐中学校 校歌
「玄海万里」（げんかいばんり）- 作詞は西尾弦、作曲は山田英二による。歌詞は6番まであり、壱岐島の呼称である「雪州」が入っている。
旧制壱岐高等女学校 校歌
作詞は西田徳峻 （壱岐高等女学校 第4代校長／壱岐中学校 第8代校長）、作曲は松田季蔭（校閲は永井幸次）による。歌詞は3番まである。
制服
男子は学生服（学ラン）、女子はブレザー。ジャージ・上履き・体育館シューズ、グラウンドシューズの色は入学年度で異なり、赤色・青色・緑色の3色（赤ジャー、青ジャー、緑（みど）ジャーと呼ばれる）がある。
友好交流学校
 光明中学（中華人民共和国、上海市）- 2010年（平成22年）締結
同窓会
「壱岐高等学校同窓会」と称している。東京に支部を置く。

## 沿革
前史
壱岐高等学校の前身となる学校が開校される前、校舎の所在地となる郷ノ浦町片原触の喜応寺ヶ丘には以下の教育施設があった。
- 1870年（明治3年） - 「壱岐郷学」が創設。その後、郷学は廃止され、多賀春五郎が「村学」を開く。
- 1874年（明治7年） - 村学を「武生水小学校」（現・壱岐市立盈科小学校）に改称し、公立校として開校。
- 1877年（明治10年）
  - 10月 - 長崎県が、壱岐・対馬に平戸中学校分校の設置を文部省に申請[8]。
  - 12月 - 文部省により平戸中学校分校の設置が認可される。[8]。
- 1882年（明治15年） - 武生水小学校が専念寺に移転した跡に、「長崎県壱岐中学校」が開校。
- 1884年（明治17年）
  - 3月31日 - 長崎県壱岐中学校が廃止。在籍生徒6名は無試験で長崎県長崎中学校に転出。[9][10]
  - 11月 - 壱岐中学校跡に「壱岐・石田郡連合農学校」が開校。
- 1885年（明治18年）1月 - 武生水監獄が設置。（現・自転車置き場）
- 1886年（明治19年）4月 - 農学校が廃止され、「第十七高等小学校」が開校。
- 1893年（明治26年）
  - 3月 - 武生水監獄が廃止。
  - 7月 - 第十七高等小学校が廃止。
  - 9月 - 「南部六ヶ村[11]組合立武生水高等小学校」が開校[12]。
- 1908年（明治41年）3月 - 小学校令の改正により、武生水高等小学校が解散・廃止。各尋常小学校に高等科が併置され、尋常高等小学校[13]となる。

前史（女学校）
- 1907年（明治40年）4月 - 内山武助、松本常盤麿により郷ノ浦町本村触に「私立壱岐女学校」が設立。2年制で募集定員は40名、実際に入学したのは20名程度。
- 1908年（明治41年）4月 - 中永鎮斉が那賀村の元・国府高等小学校[14]跡に男女共学の「私立壱岐予習館」を設立。
- 1909年（明治42年）
  - 1月 - 私立壱岐予習館を女子実業学校とするため、私立壱岐徒弟学校の設立認可を申請。
  - 4月 - 前・福岡実習女学館教師の野村松枝を招へいし、男子部を廃止の上、私立壱岐予習館を「私立壱岐女学館」に改称。
- 1911年（明治44年）
  - 4月 - 私立壱岐女学館の本館を武生水亀川（現・壱岐市郷ノ浦町）に移転。
  - 6月 - 勝本に分館を設置。
- 1912年（明治45年）3月 - 勝本分館が勝本尋常小学校の旧校舎に移転。
- 1915年（大正4年）1月 - 壱岐郡立女学校の設置を前提に、女子実業補習学校の設置が可決。
- 1916年（大正5年）
  - 4月 - 盈科尋常高等小学校内に武生水村立実業補習学校を附設。
  - 9月 - 経営難により、勝本分館が廃止。
- 1918年（大正7年）3月 - 私立壱岐女学館が廃止される。

旧制壱岐中学校・壱岐第一高等学校（男子校）
- 1909年（明治42年）4月 - 「長崎県立中学猶興館壱岐分校」として開校。第3学年までで生徒定員150名。
  - 所在地: 武生水村喜応寺（きおうじ）跡（現・郷ノ浦町片原触）
  - この開校年を基準に創立年が計算されている。
  - 4月20日に授業を開始。また、この日壱岐分校第1回ソテツの記念植樹を実施され、その時のソテツは現存している。
- 1912年（明治45年）4月 - 中学猶興館から独立して「長崎県立壱岐中学校」となる。5年制で定員250名。
- 1918年（大正7年）7月 - 現・自転車置き場付近に寄宿舎「玄海寮」が完成。寮歌を制定。
- 1922年（大正11年）5月 - 講堂が完成。
- 1923年（大正12年）- 当時の国語科教諭・西尾弦により、壱岐中学校校歌「玄海万里」の作詞が完成。
- 1926年（大正15年）11月 - 弓術部が創部。
- 1927年（昭和2年）- 後援会が発足。
- 1928年（昭和3年）
  - この年 - 当時の軍事教官・山田英二により、壱岐中学校校歌「玄海万里」の作曲が完成。
  - 6月 - 中庭養魚池が完成。
  - 11月 - 木造の第3校舎が完成。
- 1929年（昭和4年）5月 - 大運動場が完成。
- 1930年（昭和5年）12月 - 奉安殿が完成。
- 1936年（昭和11年）11月 -　銃器庫一棟が完成。
- 1940年（昭和15年）3月 - 雨天体操場兼武道場一棟が完成。
- 1942年（昭和17年）4月 - この時の入学生より、学生帽が戦闘帽となる。
- 1944年（昭和19年）
  - 7月 - 学徒動員により、4・5年生が佐世保海軍工廠へ勤労動員される。
  - 10月 - 3年生が大村第二十一海軍空廠へ勤労動員される。
- 1945年（昭和20年）
  - 3月 - 戦時下、修業年限繰り上げのため、4・5年生が同時に卒業。卒業式は大村空廠工員養成所で他中学校5校と合同で挙行。
  - 7月 - 空襲により4年生の生徒1名が死亡し、他数名が負傷。
  - 8月 - 終戦、復員、2学期授業を開始。
- 1946年（昭和21年）
  - 3月 - 4年卒業が認められ、34回生24名が卒業。
  - 7月 - 長崎県立対馬中学校との対抗試合を開始。会場は壱岐と対馬を年ごとに交互に実施（年1回）。
- 1947年（昭和22年）4月
  - 学制改革により、旧制中学校の生徒募集を停止[15]。
  - 新制高等学校の開校を1年後に控え、特別措置として併設中学校（新制中学校）を設置し、旧制中学校の2・3年生を収容。4・5年生はそのまま旧制中学校に在籍。
- 1948年（昭和23年）
  - 3月 - 最後の卒業生（4・5年生）を送り出し、旧制壱岐中学校が閉校。
  - 4月 - 学制改革により、「長崎県立壱岐第一高等学校」と改称。
    - 併設中学卒業者のうち希望者が新制高校1年生となる。4年卒業者のうち希望者を新制高校2年生に、5年卒業生のうち希望者を新制高校3年生に編入。

旧制壱岐高等女学校・壱岐第二高等学校
- 1920年（大正9年）4月 - 「壱岐郡立壱岐高等女学校」が郷ノ浦町本村触の若山宝樹庵跡に開校。開校式には当時の長崎県知事・渡辺勝三郎が出席。
- 1922年（大正11年）
  - 3月 - 県立移管に伴い、「長崎県立壱岐高等女学校」と改称。奉安所を設置。
  - 5月 - 新校舎・寄宿舎が武生水村本村触（現・郷ノ浦中学校の所在地）に完成し、移転。
- 1928年（昭和3年）
  - この年 - 校歌を制定。
  - 8月 - いずみ同窓会が発足。
- 1942年（昭和17年）7月 - 戦時下で、外国語が必修科目から随意（選択）科目となる。
- 1944年（昭和19年）10月 - 学徒動員により、高等女学校3・4年生が大村海軍航空廠に勤労動員される。その後大村大空襲により、川棚工場へ移る。
- 1945年（昭和20年）3月 - 動員先の川棚で、佐世保商業学校・対馬高等女学校・島原中学校などと合同で卒業式を挙行。壱岐に残っていた14名は本校で挙行。
- 1947年（昭和22年）4月
  - 学制改革により、高等女学校の生徒募集を停止[15]。
  - 新制高等学校の開校を1年後に控え、特別措置として壱岐中学校併設中学校に高等女学校の2・3年生を収容。4年生はそのまま高等女学校に在籍。
- 1948年（昭和23年）
  - 3月 - 最後の卒業生を送り出し、壱岐高等女学校が閉校。
  - 4月 - 学制改革により、「長崎県立壱岐第二高等学校」と改称。定時制課程を併置。
    - 併設中学卒業者のうち希望者が新制高校1年生となる。高等女学校卒業生の中で希望者を新制高校2年生に編入。

新制壱岐高等学校 （男女共学）
- 1948年（昭和23年）11月 - 壱岐第一高等学校（男子校）と壱岐第二高等学校（女子校）が統合され、男女共学[16]の「長崎県立壱岐高等学校」（現校名）が開校。
  - 普通課程（現・普通科）1学年4学級、生徒定員480名。定時制を併置（第二高校から継承）。
- 1949年（昭和24年）
  - 3月 - 最後の卒業生[17]を送り出し、併設中学校を廃止。
  - 5月 - 勝本分校（定時制 普通課程1学級、家庭課程1学級）を開校。勝本町の勝本町立霞翠小学校を仮校舎として使用。分校長は勝本町立勝本中学校校長が兼任。
  - 8月 - 旧制壱岐中学校同窓会、旧壱岐高等女学校いずみ同窓会が解散し、新制壱岐高等学校同窓会が発足。
  - 12月 - 田河分校[18]（定時制 家庭課程）を開校。田河町立芦辺小学校内に設置。分校長は田河町立田河中学校校長が兼任。
- 1951年（昭和26年）4月 - 入学者が少なかったため、本校併置の定時制を廃止し、全日制相当学年に編入。田河分校も二年制課程とする。
- 1952年（昭和27年）
  - 3月 - 校旗誕生。
  - 10月 - 校歌（作詞: 吉田邦治、山本文夫　/ 作曲: 山口常光）発表。
  - この年をもって旧制中学時代（1946年（昭和21年））から7年間続いていた長崎県立対馬高等学校との対抗試合を終了。
- 1953年（昭和28年）
  - 4月 - 家庭課程1学級を新設。1学年5学級（普通課程4学級・家庭課程1学級）、生徒定員600名
  - 6月 - 新校舎（旧2号館）が完成。壱岐島で初の鉄筋3階建てで、水洗トイレが備え付けられた。
- 1954年（昭和29年）4月 - 商業課程を設置。（普通課程3学級、家庭課程1学級、商業課程1学級）
- 1955年（昭和30年）1月 - 第1回壱岐一周校内駅伝大会を実施。
- 1956年（昭和31年）4月 - 勝本分校と田河分校が統合され、長崎県立勝本高等学校（現・長崎県立壱岐商業高等学校）として独立・開校する。
- 1957年（昭和32年）
  - 4月 - 商業課程の募集を停止。
  - 11月 - 寄宿舎「玄海寮」を売却。
- 1958年（昭和33年）11月 - 創立50周年記念式典を開催。
- 1959年（昭和34年）3月
  - 当時勤務していた教諭の手で中庭に噴水ペリカンが完成（卒業記念）。
  - 同年4月の長崎県立壱岐商業高等学校の開校に伴い、商業課程を廃止。
- 1963年（昭和38年）
  - 4月 - 普通科1学級増。家庭課程を家政科に改め、1学年普通科5、家政科1、計6学級となる。1学年定員300名。
  - 8月 - 第8回全国高校軟式野球大会北九州大会で優勝。全国大会に出場。
  - 11月 - 壱岐郡体育協会相撲部長が発起人となり、募金が行われ、その寄贈により相撲場が完成[19]。
- 1964年（昭和39年）4月 - 普通科1学級増。1学年7学級となる。定員1050名（完成年度）。
- 1968年（昭和43年）
  - 4月 - 女子制服をセーラー服から現在のスーツ型に改定。
  - 9月 - 創立60周年記念式典、プール・中庭造成完成式典を開催。
- 1974年（昭和49年）4月 - 普通科2学級増。1学年9学級となる。1学年定員405名。
- 1975年（昭和50年）11月2日 - 創立記念日を11月2日に変更。
- 1976年（昭和51年）4月 - 普通科8学級、家政科1学級。1学年定員405名、全定員1215名（完成年度）。
- 1979年（昭和54年）10月 - 創立70周年記念式典を開催。
- 1981年（昭和56年）　
  - 1月 - 校訓（自律・明朗・友愛）を制定。
  - 9月 - 体育館落成。
- 1982年（昭和57年）4月 - 男子制服を黒から濃紺色に改定。
- 1985年（昭和60年）3月 - 3号館が完成。
- 1986年（昭和61年）3月 - プールを廃止し、駐輪場が完成。
- 1988年（昭和63年）4月 - セミナーハウス（「セミナー雪州」）落成式を開催。1階は合宿施設、2階は剣道場となっている。
- 1989年（平成元年）9月 - 創立80周年記念式典を開催。
- 1990年（平成4年）6月11日 - 郷ノ浦町立武生水中学校（現・壱岐市立郷ノ浦中学校）の敷地内に旧制・壱岐高等女学校跡地記念碑が建立される。
- 1995年（平成7年）4月 - 家政科の募集を停止。多目的館（1階柔道場、2階美術室）が完成。
- 1997年（平成9年）3月 - 家政科を閉科。1学年普通科8学級、計24学級。
- 1999年（平成11年）10月 - 創立90周年記念式典を開催。校史史料室「喜応台」を設置。
- 2000年（平成12年）
  - 3月 - 男子バレーボール部第31回春の高校バレー全国大会出場。全国ベスト8。
  - 8月 - 男子バレーボール部全国高校総合体育大会出場。準優勝。
- 2001年（平成13年）4月 - 普通科1学級減。1学年7学級となる。1学年定員280名。
- 2003年（平成15年）4月 - 離島留学制度開始、原の辻歴史文化コース（普通科）設置。
- 2004年（平成16年）10月 - 長崎県教育委員会と上海外国語大学の間に、教育交流に関する協議書が締結。
  - 壱岐高校中国語専攻のための講師派遣や、専攻生徒が留学できる枠組みが整った。
- 2005年（平成17年）4月 - 1学級減。1学年6学級（普通科普通コース）となる。1学年定員240名。原の辻歴史文化コース歴史学専攻に中国語専攻を加える。
- 2006年（平成18年）11月 - 新校舎（1号館・2号館）・3号館塗装・グラウンド改修総合落成式を開催。
- 2008年（平成20年）3月 - 原の辻歴史文化コース中国語専攻1期生卒業。
- 2009年（平成21年）　
  - 1月 - 大学入試センター試験が長崎県の離島でも実施されるようになり、壱岐市では壱岐高等学校が会場。運営は長崎大学[20][21]。
  - 4月 - 1学級減。1学年5学級となる。1学年定員200名。
  - 10月 - 創立100周年記念式典、各種記念事業を開催。新校旗が創立百周年事業実行委員会より寄贈。
- 2010年（平成22年）
  - 4月 - 原の辻歴史文化コースを「東アジア歴史・中国語コース」と改称。
  - 8月 - 中国上海市の光明中学と友好交流校締結式を行う。
- 2011年（平成23年）10月15日 - 中庭ペリカン像の横に、「啐啄（そったく）」[22]の記念碑が建立。
  - 壱岐高第8回卒業生で、九州電力副社長を務めた後、現在福岡壱岐の会会長、壱岐市政策顧問を務める豊島令隆の旭日中綬章受章を記念したもの。
  - 黒御影石でできており、高さは約1.8m。
- 2013年（平成25年）
  - 4月1日 - 長崎県立虹の原特別支援学校高等部壱岐分教室を併設。
  - 4月27日 - 今宮公園テニスコートが完成。
- 2015年（平成27年）4月1日 - 併設の長崎県立虹の原特別支援学校高等部壱岐分教室が「長崎県立虹の原特別支援学校壱岐分校」（高等部）に改称。
- 2025年（令和7年）
  - 1月24日 - 第97回選抜高等学校野球大会（春のセンバツ甲子園大会、3月18日開幕）の出場32校を決める選考委員会（大阪市）において、長崎県立壱岐高等学校野球部が21世紀枠で初選出された。
  - 3月20日 - 第97回選抜高等学校野球大会に出場。第1回戦東洋大姫路（兵庫県）と対戦し、2対7で敗退。

## 学校行事
1学期
- 4月 - 始業式、入学式、歓迎遠足
- 5月 - PTA総会、教育実習
- 6月 - 高総体総合開会式、高総体、生徒会選挙
- 7月 - 高3インターンシップ、全国高等学校野球選手権大会長崎大会、終業式、県吹奏楽コンクール、終業式、高1・2スタディーキャンプ
- 8月前半 - 高3学習合宿、平和学習(8月9日)

2学期
- 8月後半 - 開始式
- 9月 - 体育祭、文化祭《煌雪(こうせつ)祭》
- 10月 - 県高校総合文化祭、校内駅伝大会（壱岐一周）※2018年度終了
- 11月 - 創立記念日（11月2日）、県高校駅伝大会
- 12月 - 校内マラソン大会、終業式

3学期
- 1月 - 始業式、高3大学入試センター試験、高2修学旅行
- 2月 - 高校入試（推薦・離島留学）
- 3月 - 卒業式、高校入試（一般）、終業式

## 部活動
運動部
- 野球部
- ソフトテニス部
- サッカー部

- バスケットボール部
- ソフトボール部
- 陸上競技部

- 卓球部
- 剣道部
- バレーボール部

文化部
- 吹奏楽部
- 放送部
- 茶道部

- 写真部
- 美術部
- 科学部
- 書道部
- 英語部
- 調理部
- ヒューマンハート部

## 壱岐高等学校と「雪」のつながり
- 壱岐高等学校には、「雪」と関連のあるものが多い。
  - 校章 - 雪の結晶をモチーフにしている。
  - 校歌 - 歌詞に「雪」（吹雪）が入っている。
  - 文化祭の名称「煌雪祭」- 「雪」が入っている。
  - 研修施設（セミナーハウス）の名称 - 「セミナー雪洲」
  - 毎年年度末に発行される学校誌タイトル - 「雪洲」

- 壱岐高等学校と「雪」を結ぶ背景には、壱岐島の呼称に関係があると考えられている。[23]
  - 『古事記』 - 壱岐の島（いきのしま）は大八州（おおやしま）の1つに数えられていた。
  - 『日本書紀』 - 「壱岐の州」または「壱岐の島」となり、いずれも「ゆきのしま」という読みになっている。
  - 『和名抄』 - 「由紀の島」と表記。
  - 『万葉集』 - 「由古の島」と表記。
  - 『姓氏録』 - 「壱伎」と表記。
- これら由紀、由古、壱伎、壱岐に通じる音字をとって「雪州」（雪洲、ゆきのくに、せっしゅう）と呼ばれるようになったと言われている。
- 壱岐島の海岸線の白い砂があたかも雪のように見えることから雪州になったとも言われている。
- 「雪州（雪洲）」は壱岐出身者で作る団体「東京雪州会」の名称になっているほか、壱岐名産の麦焼酎の名前にもなっている。
- 「壱州」（いしゅう）という呼び方もある。

## 校地「喜応寺ヶ丘」について
壱岐高等学校の所在する地域は「喜応寺ヶ丘」（きおうじがおか）と呼ばれている。校歌の中にも「喜応台上」が登場する。これは以前この地に存在した喜応寺という名の寺に由来する。喜応寺は元・肥前唐津城主・波多氏の家老の「日高甲斐守源喜」の霊を弔うために創立された。日高甲斐守は1564年（永禄7年）に波多氏の相続・お家騒動のため唐津を追われ壱岐に逃れ、松浦氏と連携し、壱岐城代となった。1592年（文禄元年）豊臣秀吉の朝鮮出兵に従軍し、翌年朝鮮で戦死した。法名を「喚心喜翁居士」といい、寺は当初「喜翁寺」と名付けられた。それが後に「喜応寺」となった。
校地一帯は喜応寺の寺山・墓地の跡で、本堂と庫裡は現在の体育館の場所に、山門は現在の裏門の位置にあったとされる。当時の参道・石垣がそのまま裏門と郷ノ浦町下ル町商店街を結ぶ通学路として残っている。

## 著名な出身者
- 北島武（バレーボール選手）
- 篠原一生（長崎県壱岐市長）
- 下條雄太郎（競艇選手）
- 白川博一（前長崎県壱岐市長）
- 鈴木栄太郎（社会学者）
- 長岡秀星（イラストレーター・画家）- 長崎市出身で、1945年（昭和20年）に壱岐に疎開。
- 平山泰朗（政治家、元衆議院議員）
- 松永安左エ門（実業家）
- 深山英世（不動産会社大手「レオパレス21」の代表取締役社長）
- 山本啓介（政治家、参議院議員）

## アクセス
- 壱岐交通 「新道」、「郷ノ浦（本町）」バス停

## 周辺
官公署
- 壱岐市役所　本庁
- 壱岐振興局（旧壱岐支庁、旧壱岐地方局）
- 壱岐警察署

郵便局・金融機関
- 郷ノ浦郵便局
- 十八親和銀行壱岐支店
- 旧JA壱岐市武生水出張所

学校・保育施設
- 壱岐市立郷ノ浦中学校（旧武生水中学校。壱岐高等女学校があった場所）
- 壱岐市立盈科小学校（えいか）（旧武生水小学校。旧制中学猶興館壱岐分校が開校する前、喜応寺ヶ丘にあった学校）
- 壱岐市立郷ノ浦幼稚園
- 壱岐保育園（私立）

商店
- ふれ愛通り商店街
- 本町商店街
- ほっともっと郷ノ浦店

その他
- 郷ノ浦港
- 壱岐文化村

## 参考資料
- 『郷ノ浦町史』（1998年（平成10年）6月発行、編集・郷ノ浦町史編纂委員会、出版・郷ノ浦町教育委員会）
- 『芦辺町史』（1978年（昭和53年）3月1日発行、芦辺町史編集委員会）p.771～ 第7章 教育史
- 『勝本町史 上巻』（1985年（昭和62年）2月, 勝本町）
- 長崎県立壱岐高等学校創立100周年記念誌「百年の結晶」（2010年（平成22年）2月2日, 長崎県立壱岐高等学校）